# Cultura de Weimar

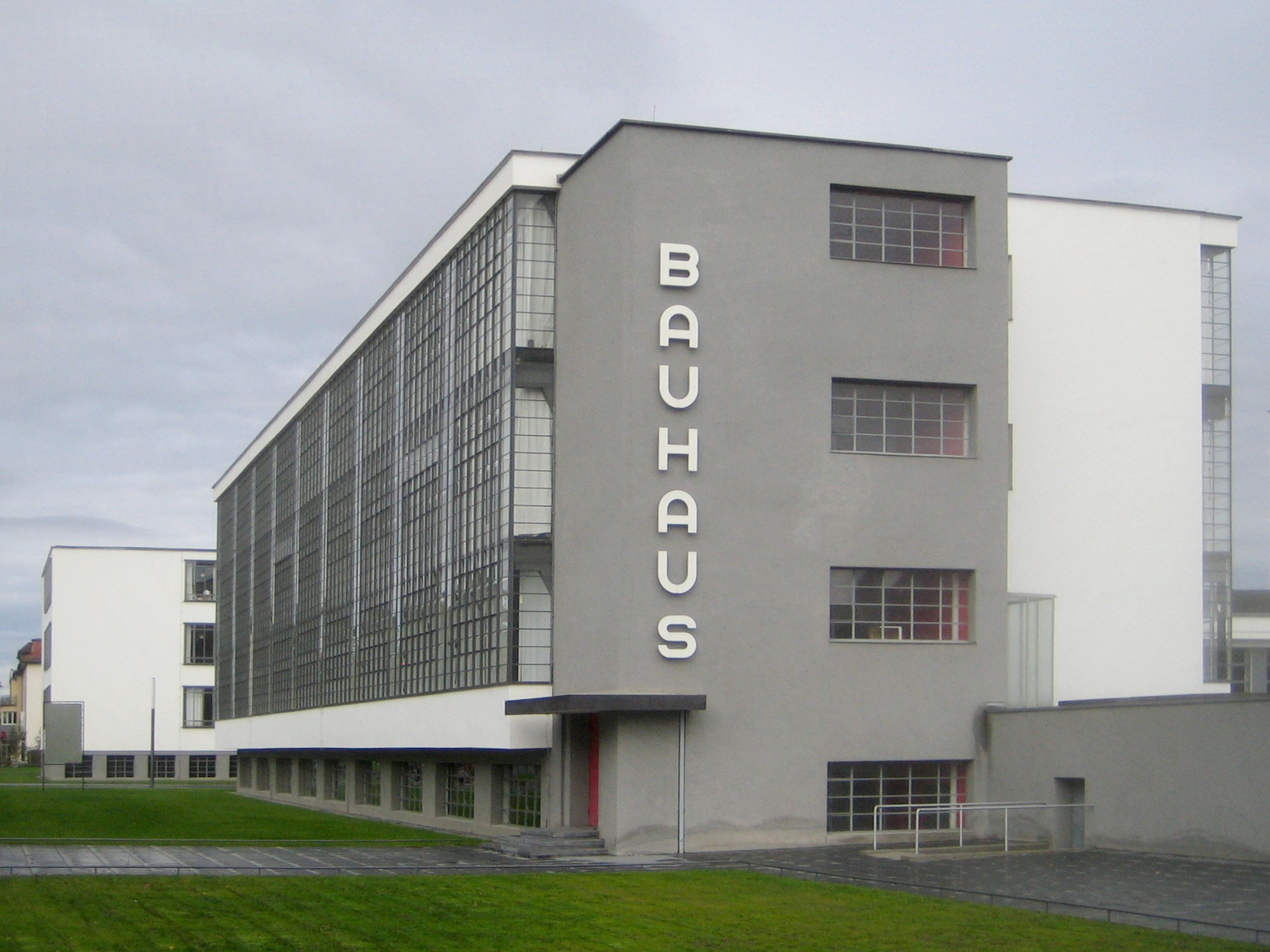
Bauhaus Dessau, construída de 1925 a 1926, com um projeto de Walter Gropius

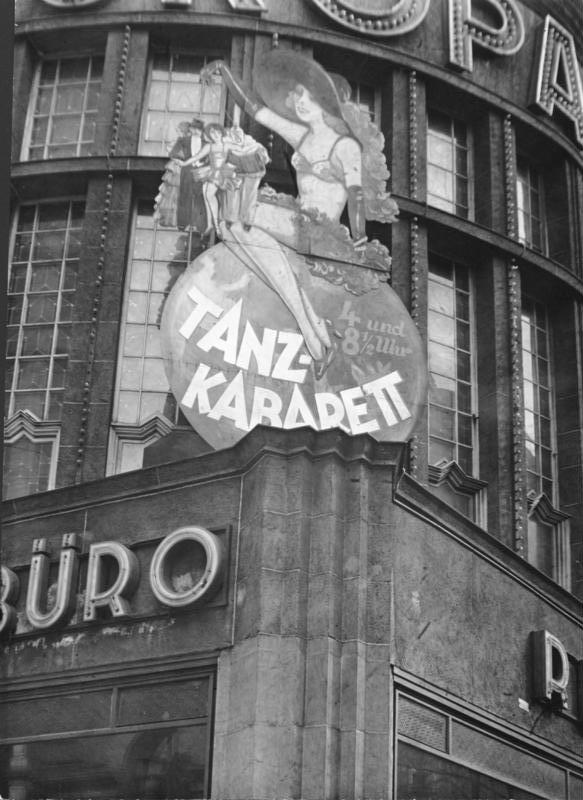
O Europahaus, uma das centenas de cabarés em Berlim, 1931

A expressão "cultura de Weimar" abrange as artes e as ciências que ocorreram na Alemanha durante a República de Weimar, no período entre guerras entre a derrota alemã na Primeira Guerra Mundial em 1918 e a ascensão de Hitler ao poder em 1933. Berlim dos anos 20 estava no agitado centro da cultura de Weimar. Embora não faça parte da República de Weimar, alguns autores também incluem a Áustria, e particularmente Viena, como participando dessa cultura.
A Alemanha, e Berlim em particular, era um terreno fértil para intelectuais, artistas e inovadores de muitos campos durante os anos da República de Weimar. O ambiente social e político era caótico e inspirava paixões. As faculdades universitárias alemãs tornaram-se universalmente abertas aos estudiosos judeus em 1918. Os principais intelectuais judeus das faculdades universitárias incluíam o físico Albert Einstein; os sociólogos Karl Mannheim, Erich Fromm, Theodor Adorno, Max Horkheimer e Herbert Marcuse; os filósofos Ernst Cassirer e Edmund Husserl; teóricos políticos Arthur Rosenberg e Gustav Meyer; e muitos outros. Nove cidadãos alemães receberam prêmios Nobel durante a República de Weimar, cinco dos quais eram cientistas judeus, incluindo dois em medicina. Intelectuais judeus e profissionais criativos estavam entre as figuras proeminentes em muitas áreas da cultura de Weimar.
Com a ascensão do nazismo e a ascensão ao poder de Adolf Hitler em 1933, muitos intelectuais e figuras culturais alemãs, tanto judeus quanto não-judeus, fugiram da Alemanha para os Estados Unidos, o Reino Unido e outras partes do mundo. Os intelectuais associados ao Instituto de Pesquisa Social (também conhecido como Escola de Frankfurt) fugiram para os Estados Unidos e restabeleceram o Instituto na Nova Escola de Pesquisa Social da cidade de Nova Iorque. Nas palavras de Marcus Bullock, professor emérito de inglês da Universidade de Wisconsin-Milwaukee, "Notável pela maneira como emergiu de uma catástrofe, mais notável pelo modo como desapareceu em uma catástrofe ainda maior, o mundo de Weimar representa o modernismo em sua manifestação mais vívida". A cultura do período Weimar foi mais tarde reprisada pelos intelectuais de esquerda da década de 1960, especialmente na França. Deleuze, Guattari e Foucault reprisaram Wilhelm Reich; Derrida reprisou Husserl e Heidegger; Guy Debord e a Internacional Situacionista reprisavam a cultura subversiva-revolucionária.

## Ambiente social
Em 1919, houve um fluxo de trabalhadores para Berlim, transformando-a em um terreno fértil para as artes e ciências modernas, levando a um boom no comércio, nas comunicações e na construção. Uma tendência que havia começado antes da Grande Guerra recebeu um forte impulso com a queda do Kaiser e do poder real. Em resposta à escassez de acomodações e moradias pré-guerra, foram construídos cortiços não muito longe do Stadtschloss do Kaiser e de outras estruturas majestosas erguidas em homenagem aos antigos nobres. As pessoas comuns começaram a usar seus quintais e porões para administrar pequenas lojas, restaurantes e oficinas. O comércio expandiu-se rapidamente e incluiu o estabelecimento das primeiras lojas de departamento de Berlim, antes da Primeira Guerra Mundial. Uma "pequena burguesia urbana", juntamente com uma crescente classe média, cresceu e floresceu no comércio atacadista, no varejo, nas fábricas e no artesanato.
Os tipos de emprego estavam se tornando mais modernos, mudando gradualmente, mas visivelmente, para a indústria e os serviços. Antes da Primeira Guerra Mundial, em 1907, 54,9% dos trabalhadores alemães eram trabalhadores manuais. Isso caiu para 50,1% em 1925. Trabalhadores de escritório, gerentes e burocratas aumentaram sua participação no mercado de trabalho de 10,3% para 17% no mesmo período. A Alemanha estava lentamente se tornando mais urbana e de classe média. Ainda assim, em 1925, apenas um terço dos alemães vivia em grandes cidades; os outros dois terços da população viviam em cidades menores ou em áreas rurais. A população total da Alemanha aumentou de 62,4 milhões em 1920 para 65,2 milhões em 1933.
Os valores wilheminianos foram ainda mais desacreditados como consequência da Primeira Guerra Mundial e da inflação subsequente, uma vez que a nova geração de jovens não via sentido em economizar para o casamento em tais condições e preferia gastar e desfrutar. De acordo com o historiador cultural Bruce Thompson, o filme de Fritz Lang, Dr. Mabuse (1922), captura o clima do pós-guerra em Berlim:
O filme vai do mundo das favelas ao mundo da bolsa de valores e depois aos cabarés e boates - e em todos os lugares reinam o caos, a autoridade é desacreditada, o poder é louco e incontrolável, a riqueza inseparável do crime.

Politicamente e economicamente, o país estava lutando com os termos e reparações impostos pelo Tratado de Versalhes (1919), que encerrou a Primeira Guerra Mundial e atravessou níveis de inflação severos. 

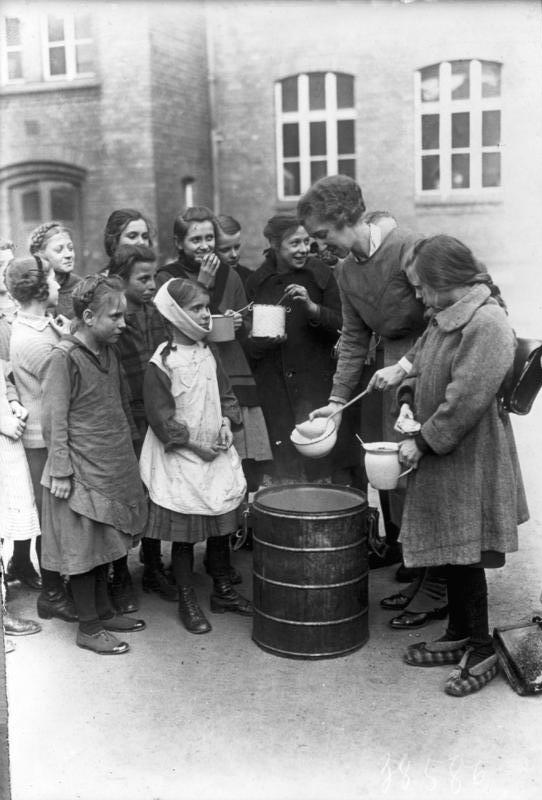
Crianças sendo alimentadas por uma cozinha de sopa, 1924.
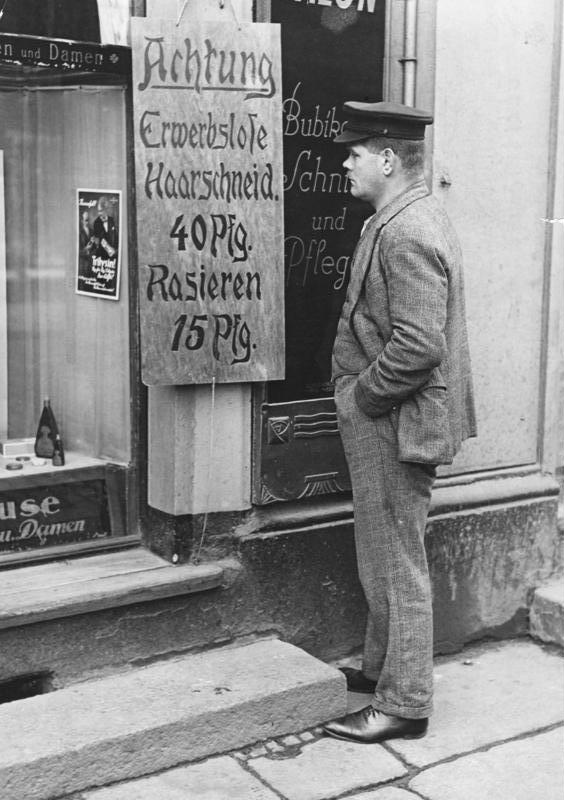
Um homem lê uma placa anunciando "Atenção, Desempregados, Corte de cabelo 40 pfennigs, Shave 15 pfennigs", 1927.
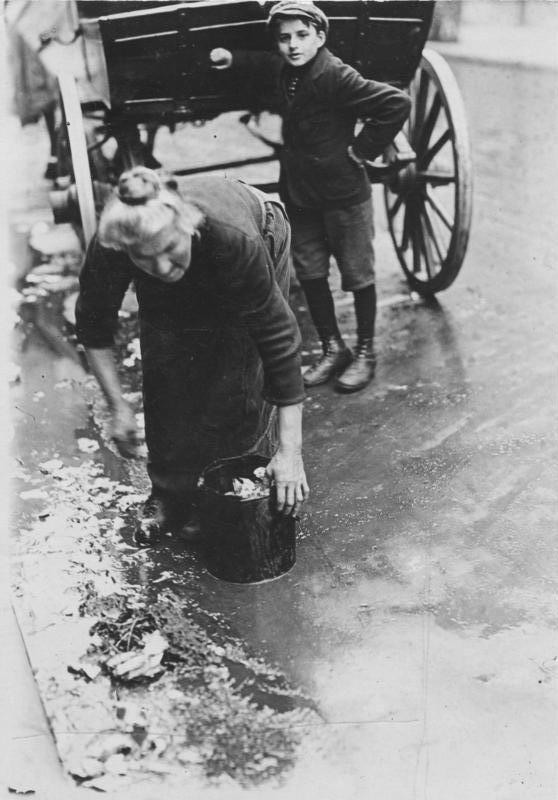
Uma mulher idosa reúne resíduos vegetais jogados da carroça de um vendedor de vegetais para o almoço de 1923.
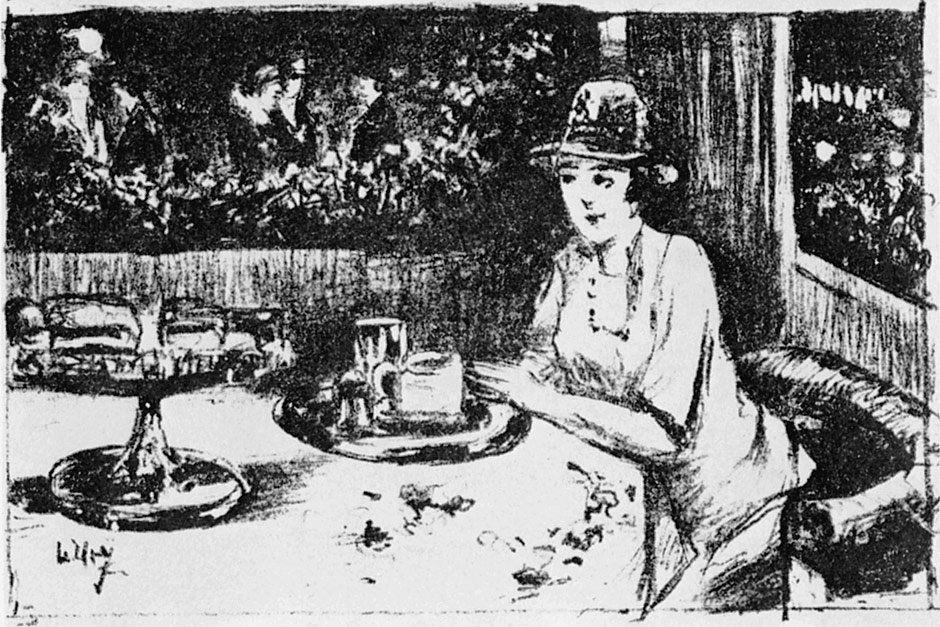
Esboço de uma mulher em um café de Lesser Ury para um jornal de Berlim, 1925.

## Sociologia
Durante a era da República de Weimar, a Alemanha se tornou um centro de pensamento intelectual em suas universidades, e principalmente a teoria política e social (especialmente o marxismo) foi combinada com a psicanálise freudiana para formar a disciplina altamente influente da Teoria Crítica — com seu desenvolvimento no Instituto de Pesquisa Social (também conhecido como Escola de Frankfurt), fundado na Universidade de Frankfurt am Main .
Os filósofos mais importantes aos quais a chamada "Escola de Frankfurt" está associada foram Erich Fromm, Herbert Marcuse, Theodor Adorno, Walter Benjamin, Jürgen Habermas e Max Horkheimer. Entre os filósofos proeminentes não associados à Escola de Frankfurt estavam Martin Heidegger e Max Weber.
O movimento da antropologia filosófica alemã também surgiu nessa época.

## Ciência

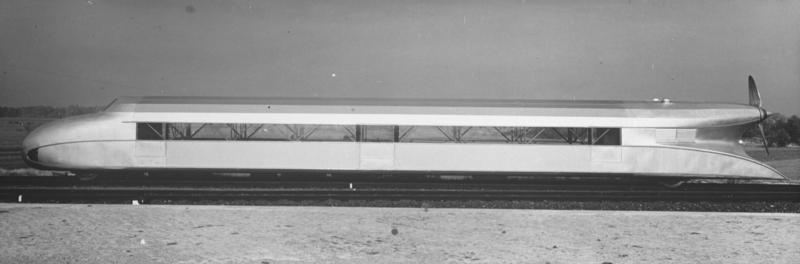
Este protótipo de trem de alta velocidade viajou a 230 km por hora de Hamburgo a Berlim, 1931. Foi construído pela empresa de engenharia Krukenberg

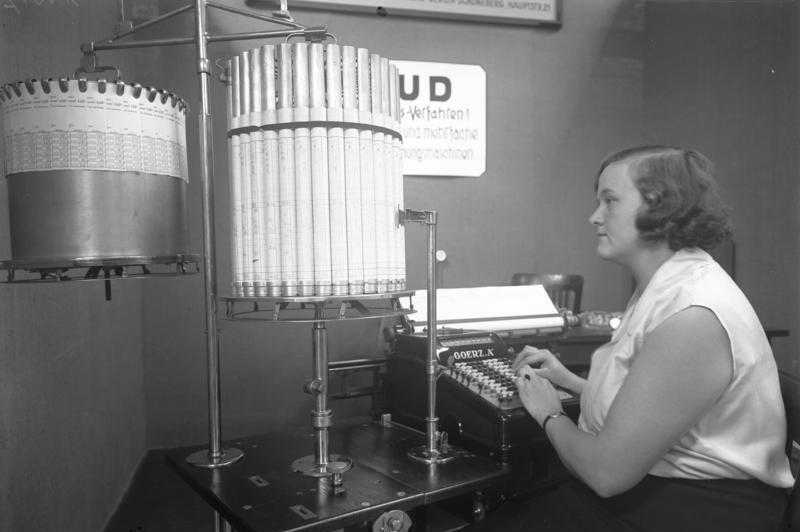
Uma calculadora antiga mostrada em uma exposição de tecnologia de escritório, Berlim, 1931. Foi anunciada como custando 3.500 marcos

Muitas contribuições fundamentais à mecânica quântica foram feitas na Alemanha de Weimar ou por cientistas alemães durante o período. Enquanto estava temporariamente na Universidade de Copenhague, o físico alemão Werner Heisenberg formulou seu princípio da incerteza e, com Max Born e Pascual Jordan, realizou a primeira definição completa e correta da mecânica quântica, através da invenção da mecânica matricial.
Göttingen foi o centro de pesquisa em aerodinâmica e fluidodinâmica no início do século XX. A aerodinâmica matemática foi fundada por Ludwig Prandtl antes da Primeira Guerra Mundial, e o trabalho continuou em Göttingen até sofrer interferência governamental na década de 1930 e ser proibido no final da década de 1940. Foi lá que o atrito da compressibilidade e sua redução na aeronave foram compreendidos pela primeira vez. Um exemplo impressionante disso é o Messerschmitt Me 262, que foi projetado em 1939, mas que lembra mais um transporte a jato moderno do que outras aeronaves táticas de sua época.
Albert Einstein ganhou destaque público durante seus anos em Berlim, recebendo o Prêmio Nobel de Física em 1921. Ele foi forçado a fugir da Alemanha e do regime nazista em 1933.
O médico Magnus Hirschfeld estabeleceu o Institut für Sexualwissenschaft (Instituto de Sexologia) em 1919, e permaneceu aberto até 1933. Hirschfeld acreditava que o conhecimento da homossexualidade poderia ser alcançado através da ciência. Hirschfeld foi um defensor dos direitos legais de homossexuais, bissexuais e transgêneros para homens e mulheres, solicitando repetidamente ao parlamento por mudanças legais. Seu instituto também incluiu um museu. O Instituto, o museu, a biblioteca e os arquivos do Instituto foram destruídos pelo regime nazista em 1933.
Se incluirmos também Viena, durante os anos de Weimar, o matemático Kurt Gödel publicou seu inovador Teorema da Incompletude.

## Educação
Novas escolas foram frequentemente estabelecidas na Alemanha de Weimar para envolver os estudantes em métodos experimentais de aprendizado. Algumas faziam parte de uma tendência emergente que combinava pesquisa sobre movimento físico e saúde geral, por exemplo, conjuntos Eurythmy em Stuttgart, que se espalhavam por outras escolas. O filósofo Rudolf Steiner estabeleceu a primeira escola de educação Waldorf em 1919, usando uma pedagogia também conhecida como método Steiner, que se espalhou pelo mundo. Muitas escolas Waldorf existem hoje.

## Artes

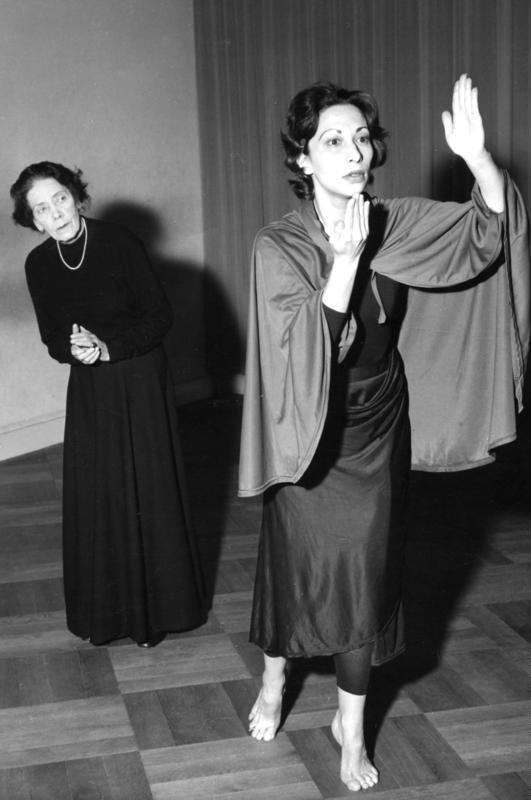
Mary Wigman (esquerda)

Os quatorze anos da era Weimar também foram marcados por uma produtividade intelectual explosiva. Os artistas alemães fizeram várias contribuições culturais nos campos da literatura, arte, arquitetura, música, dança, teatro e da nova mídia do filme. O teórico político Ernst Bloch descreveu a cultura de Weimar como uma era pericliana.
A arte visual, a música e a literatura alemãs foram todas fortemente influenciadas pelo expressionismo alemão no início da República de Weimar. Em 1920, uma curva acentuada foi tomada em direção ao  Nova Objetividade (Neue Sachlichkeit). O Nova Objetividade não era um movimento estrito no sentido de ter um manifesto claro ou um conjunto de regras. Os artistas que gravitavam em direção a essa estética definiam-se rejeitando os temas do expressionismo - romantismo, fantasia, subjetividade, emoção e impulso brutos - e focavam na precisão, na deliberação e na representação do factual e do real. Kirkus Reviews comentou sobre o quanto a arte de Weimar era política:

ferozmente experimental, iconoclasta e de tendência esquerdista, espiritualmente hostil aos grandes negócios e à sociedade burguesa e às adagas apontadas com o militarismo e o autoritarismo prussianos. Não surpreendentemente, o antigo sistema autocrático alemão viu isso como 'arte decadente', uma visão compartilhada por Adolf Hitler que se tornou Chanceler da Alemanha em janeiro de 1933. A queima pública de 'livros antialemães' por estudantes nazistas em Unter den Linden em 10 de maio de 1933 foi apenas uma confirmação simbólica da catástrofe que atingiu não apenas a arte de Weimar sob Hitler, mas toda a tradição do liberalismo iluminista na Alemanha, uma tradição cujas origens remontam à cidade de Weimar, do século XVIII, lar de Goethe e Schiller.
Um dos primeiros grandes eventos artísticos durante a República de Weimar foi a fundação de uma organização, o Novembergruppe  (Grupo de Novembro) em 3 de dezembro de 1918. Esse grupo foi estabelecido após o início de novembro da Revolução Alemã de 1918-1919, quando comunistas, anarquistas e apoiadores da república lutaram nas ruas pelo controle do governo. Em 1919, a República de Weimar foi estabelecida. Cerca de 100 artistas de vários gêneros que se identificaram como vanguardistas ingressaram no Grupo de Novembro. Eles realizaram 19 exposições em Berlim até que o grupo foi banido pelo regime nazista em 1933. O grupo também teve capítulos em toda a Alemanha durante a sua existência e trouxe a cena artística de vanguarda alemã para a atenção do mundo realizando exposições em Roma, Moscou e no Japão.
Seus membros também pertenciam a outros movimentos e grupos de arte durante a era de Weimar, como o arquiteto Walter Gropius (fundador da Bauhaus), e Kurt Weill e Bertolt Brecht (teatro agitprop). Os artistas do Grupo de Novembro mantiveram vivo o espírito de radicalismo na arte e cultura alemãs durante a República de Weimar. Muitos dos pintores, escultores, compositores, arquitetos, dramaturgos e cineastas que pertenceram a ele, e ainda outros associados a seus membros, eram os mesmos cuja arte seria posteriormente denunciada como "arte degenerada" por Adolf Hitler.

### Artes visuais

Corte com a faca de cozinha Dada na Última época cultural da barriga de cerveja de Weimar na Alemanha (1919) por Hannah Höch, uma pioneira da arte fotomontagem no Dada.

A era da República de Weimar começou no meio de vários movimentos importantes nas artes plásticas que continuaram na década de 1920. O expressionismo alemão começou antes da Primeira Guerra Mundial e continuou a ter uma forte influência ao longo da década de 1920, embora os artistas tivessem cada vez mais se posicionassem em oposição às tendências expressionistas no decorrer da década.
O dadaísmo começou em Zurique durante a Primeira Guerra Mundial e se tornou um fenômeno internacional. Os artistas dadaístas conheceram e reformaram grupos de artistas com ideias semelhantes em Paris, Berlim, Colônia e Nova Iorque. Na Alemanha, Richard Huelsenbeck estabeleceu o grupo de Berlim, cujos membros incluíam Jean Arp, John Heartfield, Wieland Hertzfelde, Johannes Baader, Raoul Hausmann, George Grosz e Hannah Höch. Máquinas, tecnologia e um forte elemento cubista eram características de seu trabalho. Jean Arp e Max Ernst formaram um grupo de Colônia e realizaram uma Exposição Dadaísta, que incluía um trabalho de Ernst com um machado "colocado lá para a conveniência de quem quisesse atacar o trabalho". Kurt Schwitters estabeleceu seu próprio "grupo" solitário dadaísta em Hanôver, onde ele encheu dois andares de uma casa (a Merzbau) com esculturas feitas com parafernálias e objetos efêmeros, cada quarto dedicado a um notável artista amigo de Schwitter. A casa foi destruída por bombas aliadas em 1943.
Os artistas da Nova Objetividade não pertenciam a um grupo formal. Vários artistas da República de Weimar se orientaram de acordo com os conceitos a ela associados. Em termos gerais, artistas ligados à Nova Objetividade incluem Käthe Kollwitz, Otto Dix, Max Beckmann, George Grosz, John Heartfield, Conrad Felixmüller, Christian Schad e Rudolf Schlichter, que "trabalharam em estilos diferentes, mas compartilharam muitos temas: os horrores de guerra, hipocrisia social e decadência moral, a situação dos pobres e a ascensão do nazismo".
Otto Dix e George Grosz se referiram ao seu próprio movimento como Verism, uma referência à abordagem clássica romana do Verismo chamada verus, que significa "verdade", verrugas e tudo. Enquanto sua arte é reconhecível como uma crítica amarga e cínica à vida na Alemanha de Weimar, eles estavam se esforçando para retratar um senso de realismo que viam ausente nas obras expressionistas. A Nova Objetividade tornou-se uma grande contracultura com reflexos em todas as artes durante a República de Weimar. 

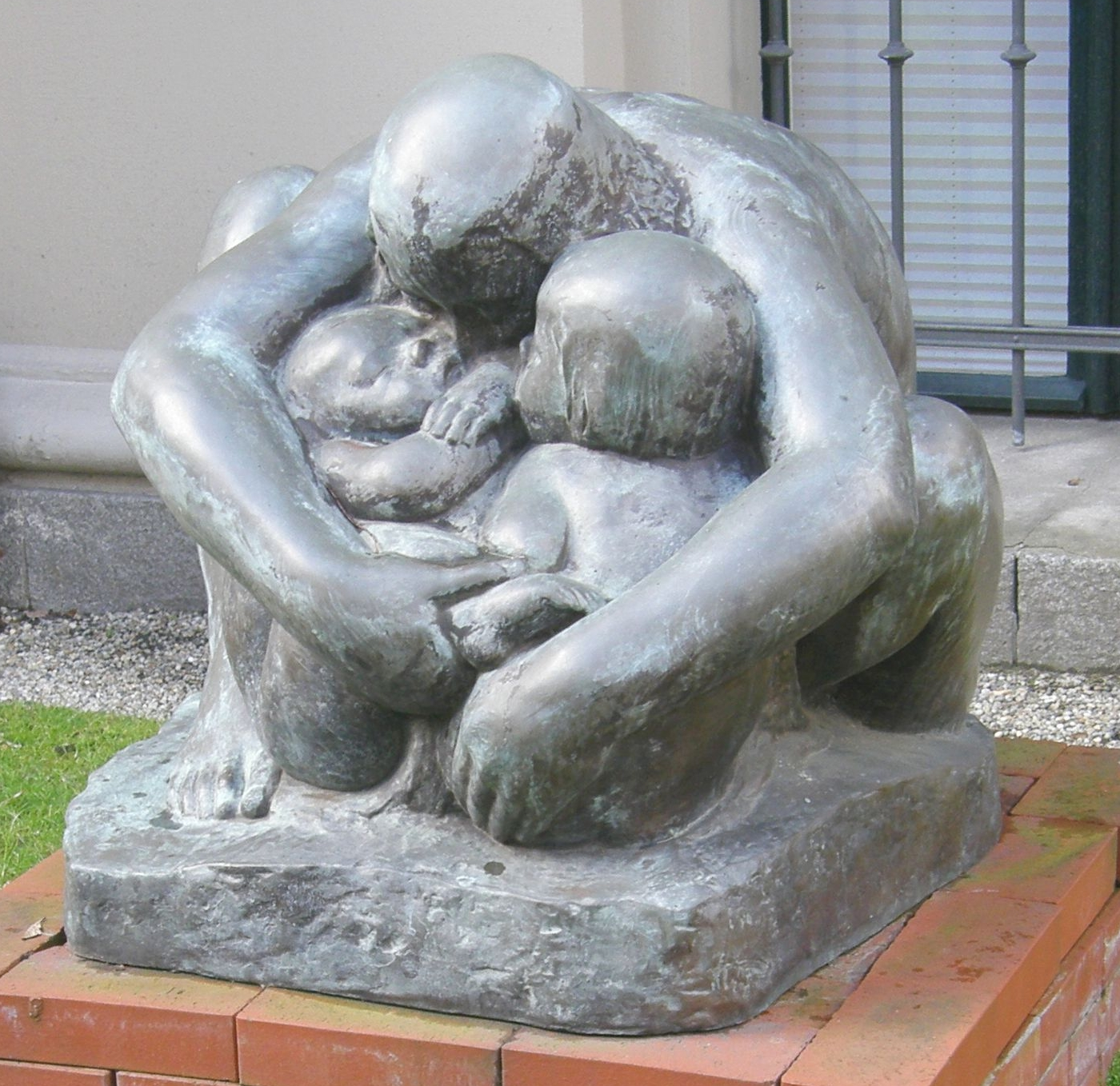
Mãe com Filhos, de Käthe Kollwitz (1927-1937).
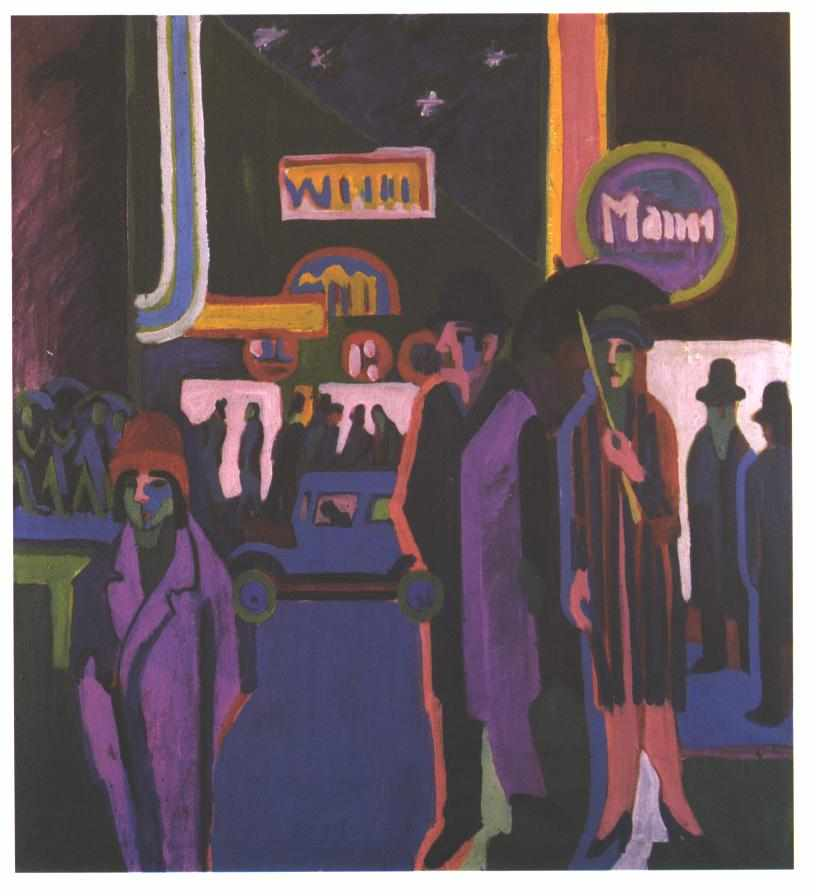
Cena de rua à noite por Ernst Ludwig Kirchner, 1926-7.
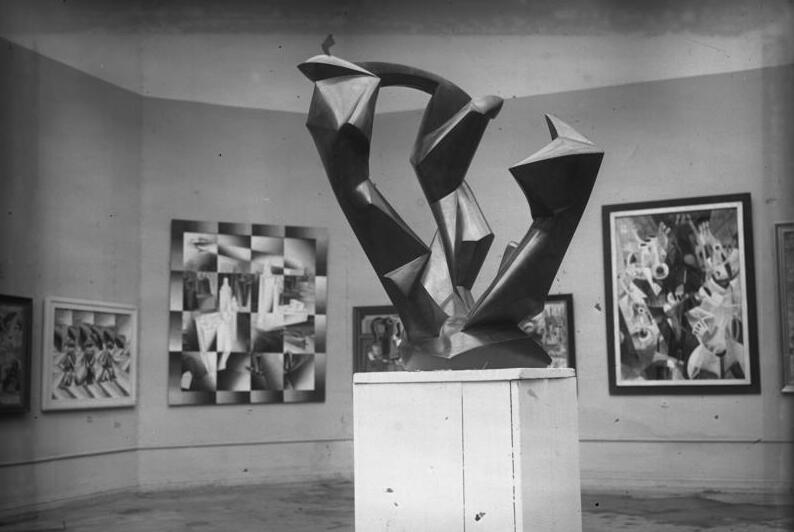
Uma escultura de Rudolf Belling exibida em 1929.

### Design
O campo do design durante a República de Weimar testemunhou algumas mudanças radicais em relação aos estilos anteriores. Os designs no estilo Bauhaus são distintos e sinônimo de design moderno. Os designers desses movimentos voltaram sua energia para uma variedade de objetos, de móveis, tipografia e edifícios. O objetivo do Dada de repensar criticamente o design era semelhante ao Bauhaus, mas, enquanto o movimento Dada era uma abordagem estética, o Bauhaus era literalmente uma escola, uma instituição que combinava uma antiga escola de design industrial com uma escola de artes e ofícios. Os fundadores pretendiam fundir artes e ofícios com as demandas práticas do design industrial, criar obras que refletissem a estética da Nova Objetividade na Alemanha de Weimar. Walter Gropius, fundador da escola Bauhaus, afirmou que "queremos uma arquitetura adaptada ao nosso mundo de máquinas, rádios e carros velozes". Berlim e outras partes da Alemanha ainda têm muitos marcos sobreviventes do estilo arquitetônico na Bauhaus. Os projetos de habitação em massa de Ernst May e Bruno Taut são evidências de projetos marcadamente criativos sendo incorporados como uma característica importante das novas comunidades planejadas. Erich Mendelsohn e Hans Poelzig são outros importantes arquitetos da Bauhaus, enquanto Mies van der Rohe é conhecido por sua arquitetura e seus projetos de móveis industriais e domésticos.
O pintor Paul Klee era um membro do corpo docente da Bauhaus. Suas palestras sobre arte moderna (agora conhecidas como os Cadernos de Paul Klee) na Bauhaus foram comparadas em importância ao Tratado de Pintura de Leonardo da Vinci e ao Principia Mathematica de Newton, constituindo o Principia Aesthetica de uma nova era da arte.
Bruno Taut e Adolf Behne fundaram o Arbeitsrat für Kunst (Conselho de Trabalhadores da Arte) em 1919. O objetivo deles era pressionar por mudanças políticas que beneficiariam o gerenciamento da arquitetura e da arte, similar aos grandes conselhos alemães para trabalhadores e soldados. Essa organização berlinense tinha aproximadamente 50 membros.

Outra afiliação influente de arquitetos foi o grupo Der Ring (O Círculo), criado por dez arquitetos em Berlim entre 1923 e 1924, incluindo: Otto Bartning, Peter Behrens, Hugo Häring, Erich Mendelsohn, Mies van der Rohe, Bruno Taut e Max Taut. O grupo promoveu o progresso do modernismo na arquitetura. 

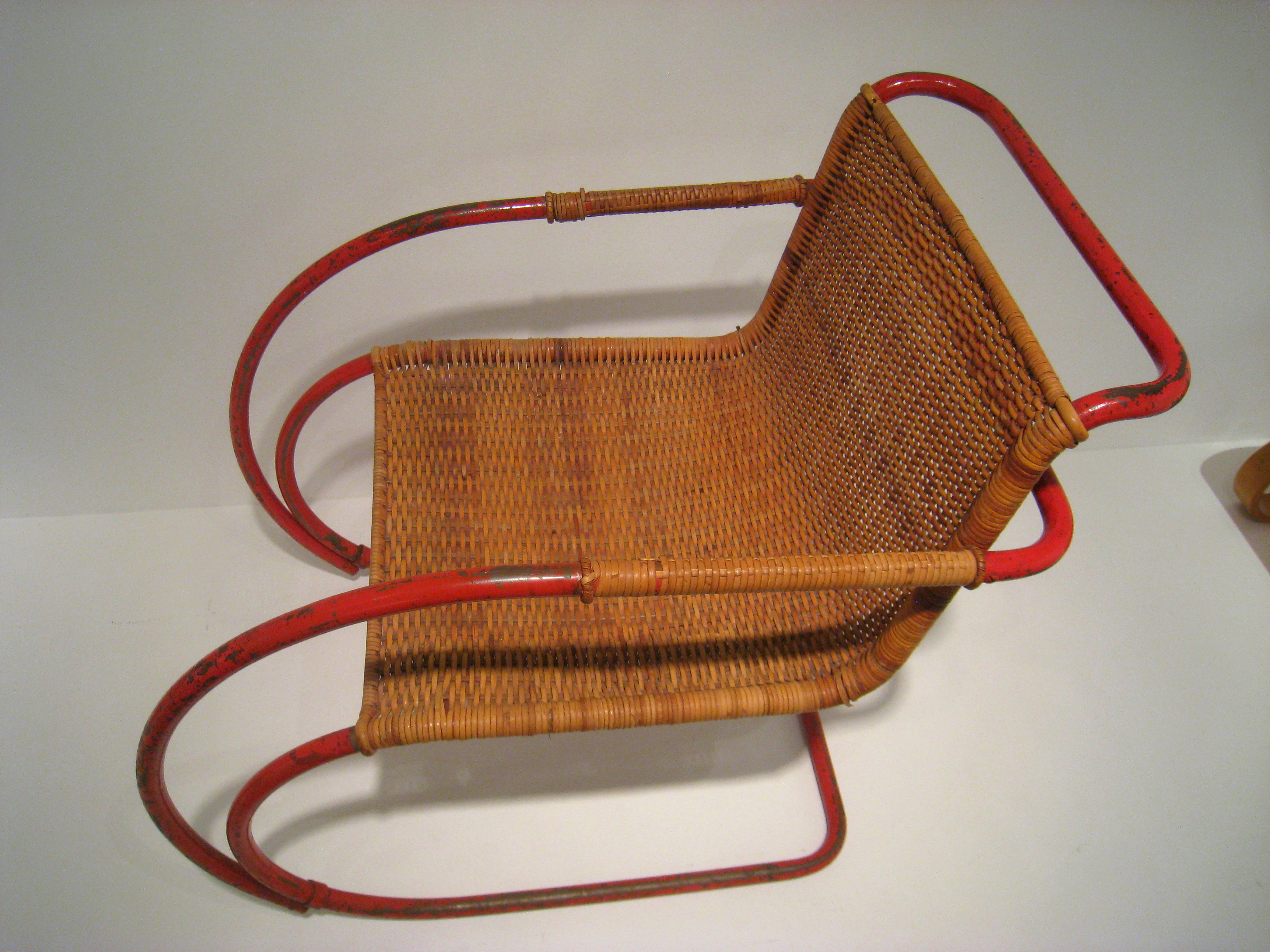
Poltrona, modelo MR-20, 1927, do designer Mies van der Rohe, fabricado por Bamberg Metallwerkstatten, Berlim.
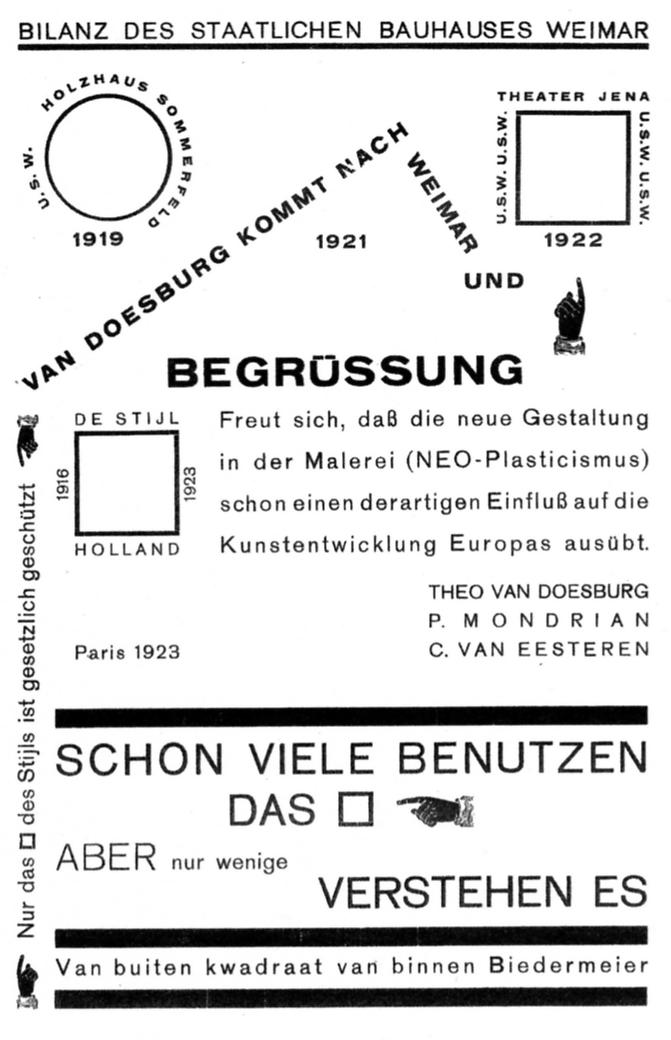
Tipografia no estilo Bauhaus, Theo van Doesburg (1923).
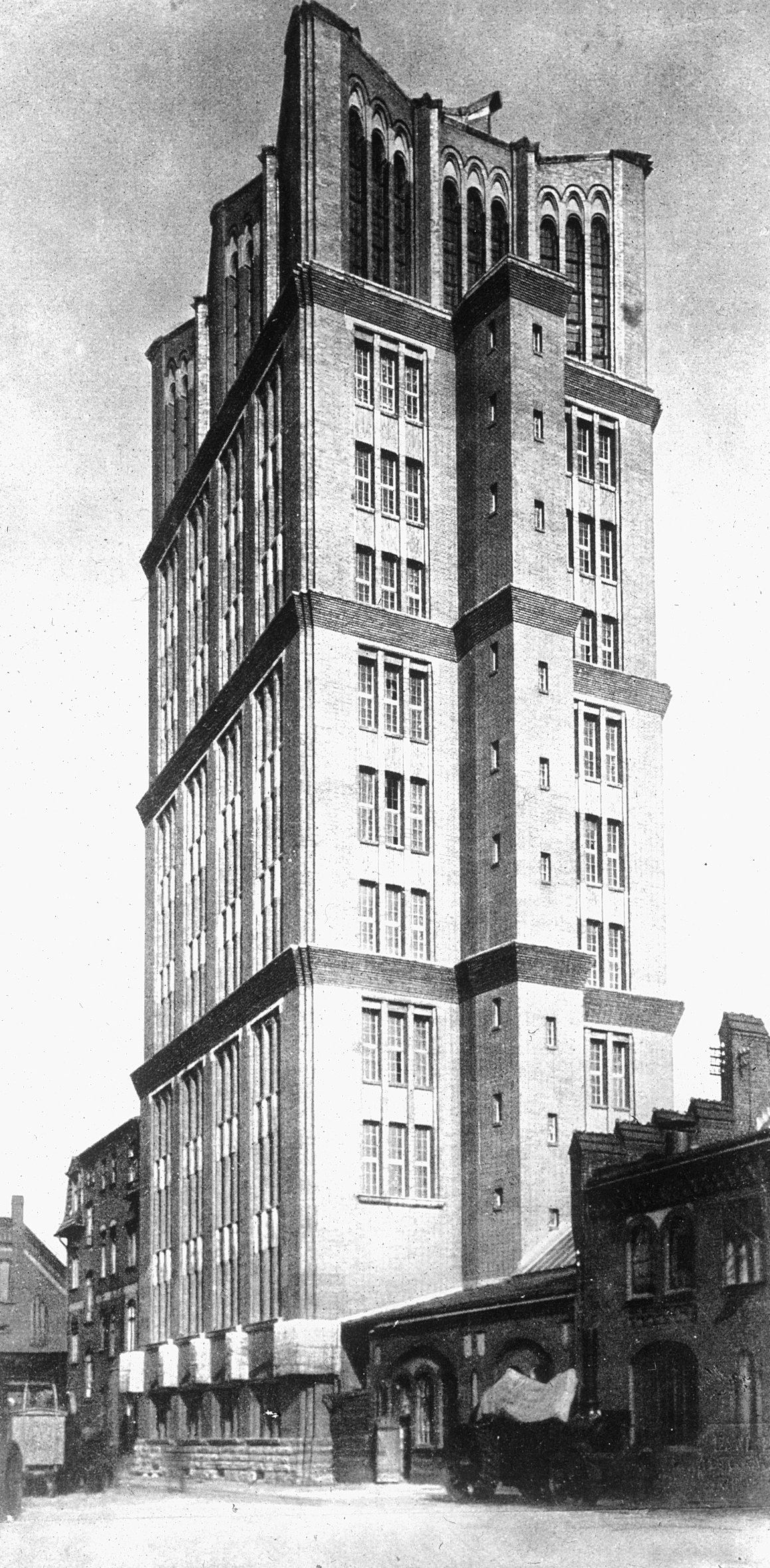
Um ponto alto da empresa alemã Borsig, feita no espírito do expressionismo de tijolos por Eugen Schmohl (1922-1924). Ainda fica no distrito de Tegel, em Berlim .

### Literatura
Escritores como Alfred Döblin, Erich Maria Remarque e os irmãos Heinrich e Thomas Mann apresentavam um olhar sombrio para o mundo e o fracasso da política e da sociedade através da literatura. Escritores estrangeiros também viajaram para Berlim, atraídos pela cultura dinâmica e livre da cidade. A decadente cena de cabaré de Berlim foi documentada por Christopher Isherwood, da Grã-Bretanha, como em seu romance Adeus a Berlim, que mais tarde foi transposto para a peça Eu sou uma câmera, adaptada ao musical e musical Cabaret .
Religiões orientais, como o budismo, estavam se tornando mais acessíveis em Berlim durante a época, quando músicos indianos e do leste asiático, dançarinos e até monges visitantes chegaram à Europa. Hermann Hesse abraçou filosofias orientais e temas espirituais em seus romances.
O crítico cultural Karl Kraus, com sua brilhante e controversa revista Die Fackel, avançou no campo do jornalismo satírico, tornando-se a consciência literária e política dessa época.
A Alemanha de Weimar também viu a publicação de algumas das primeiras publicações abertamente gays do mundo, de autores como Klaus Mann, Anna Elisabet Weirauch, Christa Winsloe, Erich Ebermayer e Max René Hesse.

### Teatro
Os teatros de Berlim e Frankfurt am Main foram agraciados com dramas de Ernst Toller, Bertolt Brecht, cabaré e direção de palco de Max Reinhardt e Erwin Piscator. Muitas obras de teatro eram solidárias com temas marxistas, ou eram experiências abertas de propaganda, como o teatro agitprop de Brecht e Weill. O teatro agitprop é nomeado através de uma combinação das palavras "agitação" e "propaganda". Seu objetivo era adicionar elementos de protesto público (agitação) e política persuasiva (propaganda) ao teatro, na esperança de criar um público mais ativista. Entre outras obras, Brecht e Kurt Weill colaboraram n'A Ópera dos Três Vinténs (1928), também filmada, que continua sendo uma evocação popular do período.
Toller foi o principal dramaturgo expressionista alemão da época. Mais tarde, ele se tornou um dos principais defensores da Nova Objetividade no teatro. O teatro de vanguarda de Bertolt Brecht e Max Reinhardt em Berlim foi o mais avançado da Europa, sendo rivalizado apenas pelo de Paris.
Nos anos de Weimar houve um florescimento de cabaré político e grotesco que, pelo menos para o mundo de língua inglesa, se tornou icônico para o período por meio de obras como The Berlin Stories do escritor inglês Christopher Isherwood, que viveu em Berlim entre 1929 e 1933. O musical e depois o filme Cabaret foram baseados nas desventuras de Isherwood na Nollendorfstrasse 17, no distrito de Schöneberg, onde ele morava com o cantor de cabaré Jean Ross. O principal centro do cabaré político era Berlim, com artistas como o comediante Otto Reutter. Karl Valentin era um mestre do cabaré grotesco.

### Música
As salas de concerto ouviram a música atonal e moderna de Alban Berg, Arnold Schoenberg e Kurt Weill. Hanns Eisler e Paul Dessau foram outros compositores modernistas da época. Richard Strauss, com 50 anos no início do período, continuou a compor, principalmente óperas como Intermezzo (1924) e Die ägyptische Helena (1928).

### Dança moderna
Rudolf von Laban e Mary Wigman lançaram as bases para o desenvolvimento da dança contemporânea.

### Cinema

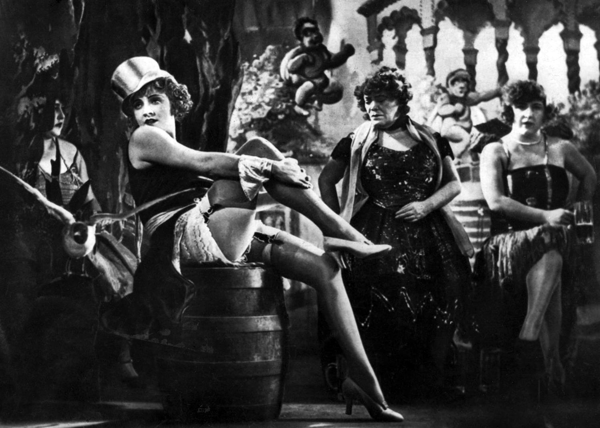
O Anjo Azul (1930) foi dirigido por Josef von Sternberg.

No início da era de Weimar, cinema significava filmes mudos. Os filmes expressionistas mostravam tramas explorando o lado sombrio da natureza humana. Eles tinham conjuntos elaborados de design expressionista, e o estilo era tipicamente de pesadelo na atmosfera. O Gabinete do Dr. Caligari (1919), dirigido por Robert Wiene, é geralmente creditado como o primeiro filme expressionista alemão. Os cenários retratam edifícios distorcidos e deformados em uma cidade alemã, enquanto o enredo gira em torno de um misterioso armário mágico que tem uma clara associação com um caixão. O filme de terror sobre vampiros de FW Murnau, Nosferatu, foi lançado em 1922. O Dr. Mabuse (1922), de Fritz Lang, foi descrito como "uma história sinistra" que retrata "a corrupção e o caos social tão evidentes em Berlim e, de maneira mais geral, segundo Lang, na Alemanha de Weimar". O futurismo é outro tema expressionista favorito, mostrado corrompido em uma força de opressão na distopia de Metropolis (1927). Os personagens principais iludidos em muitos filmes expressionistas ecoam Faust de Goethe, e Murnau de fato recontou a história em seu filme Faust.
O expressionismo alemão não era o tipo dominante de filme popular na Alemanha de Weimar e era superado em número pela produção de dramas de fantasia, geralmente sobre lendas populares, que eram enormemente populares entre o público. O estúdio de cinema mais inovador da era Weimar foi a UFA.
Os filmes silenciosos continuaram sendo feitos ao longo da década de 1920, paralelamente aos primeiros anos de filmes sonoros durante os anos finais da República de Weimar. Os filmes silenciosos tinham certas vantagens para os cineastas, como a capacidade de contratar um elenco internacional, pois o sotaque falado era irrelevante. Assim, atores americanos e britânicos conseguiram facilmente colaborar com diretores e membros do elenco alemães em filmes feitos na Alemanha (por exemplo, as colaborações de Georg Pabst e Louise Brooks). Quando os filmes sonoros começaram a ser produzidos na Alemanha, alguns cineastas experimentaram versões em mais de um idioma, filmados simultaneamente.
Quando o musical A Ópera dos Três Vinténs foi filmado pelo diretor Georg Pabst, ele filmou a primeira versão com um elenco de língua francesa (1930), depois a segunda versão com um elenco de língua alemã (1931). Uma versão em inglês foi planejada, mas nunca se materializou. Os nazistas destruíram a impressão original negativa da versão alemã em 1933 e foram reconstruídos após o término da guerra. O Anjo Azul (1930), dirigido por Josef von Sternberg com atuações de Marlene Dietrich e Emil Jannings, foi filmado simultaneamente em inglês e alemão (um elenco de apoio diferente foi usado para cada versão). Embora tenha sido baseado em uma história de 1905, escrita por Heinrich Mann, o filme é frequentemente visto como tópico, pois retrata o romance condenado entre um professor de Berlim e um dançarino de cabaré. No entanto, os críticos diferem nessa interpretação, com a ausência de amenidades urbanas modernas, como automóveis, sendo observadas.
O cinema na cultura Weimar não se esquivou de temas controversos, mas lidou com eles explicitamente. Tagebuch einer Verlorenen (1929), dirigido por Georg Wilhelm Pabst e estrelado por Louise Brooks, lida com uma jovem que é expulsa de sua casa depois de ter um filho ilegítimo e é forçada a se tornar uma prostituta para sobreviver. Essa tendência de lidar francamente com material provocador no cinema começou imediatamente após o fim da guerra. Em 1919, Richard Oswald dirigiu e lançou dois filmes, que tiveram controvérsia na imprensa e ações de vice-investigadores da polícia e censores do governo. O filme Prostitution lidava com mulheres forçadas à "escravidão branca", enquanto Anders als die Andern lidava com o conflito de um homem homossexual entre sua sexualidade e expectativas sociais. Até o final da década, material semelhante encontrou pouca ou nenhuma oposição quando foi lançado nos cinemas de Berlim. Geschlecht in Fesseln, de William Dieterle (1928) e Die Büchse der Pandora, de Pabst (1929) lidam com a homossexualidade entre homens e mulheres, respectivamente, e não foram censurados. A homossexualidade também esteve presente de maneira mais tangível em outros filmes da época.

## Filosofia
A filosofia durante a República de Weimar seguiu caminhos de pesquisa em campos científicos como matemática e física. Os principais cientistas tornaram-se associados como um grupo chamado Círculo de Berlim. Entre muitos pensadores influentes, Carl Hempel foi uma forte influência no grupo. Nascido em Berlim, Hempel frequentou a Universidade de Göttingen e a Universidade de Heidelberg, depois retornou a Berlim, onde foi ensinado pelos influentes físicos Hans Reichenbach e Max Planck e logística com o matemático John von Neumann. Reichenbach introduziu Hempel ao Círculo de Viena, que era uma associação informal existente de "filósofos cientificamente interessados e cientistas filosoficamente interessados", como Hempel colocou. Hempel ficou intrigado com as ideias do positivismo lógico discutidas pelo Círculo de Viena e desenvolveu uma rede semelhante, o Círculo de Berlim. A reputação de Hempel cresceu na medida em que ele agora é considerado um dos principais filósofos científicos do século XX. Richard von Mises foi ativo em ambos os grupos.
O filósofo mais influente da Alemanha durante os anos da República de Weimar, e talvez do século XX, foi Martin Heidegger. Heidegger publicou uma das pedras angulares da filosofia do durante esse período, Ser e Tempo (1927), que influenciou sucessivas gerações de filósofos na Europa e nos Estados Unidos, particularmente nas áreas da fenomenologia, existencialismo, hermenêutica e desconstrução. O trabalho de Heidegger baseou-se e respondeu às explorações anteriores da fenomenologia por outro filósofo da era de Weimar, Edmund Husserl.
A interseção de política e filosofia inspirou outros filósofos na Alemanha de Weimar, quando a política radical incluiu muitos pensadores e ativistas em todo o espectro político. Aos seus 20 anos, Herbert Marcuse era um estudante em Freiburg, onde estudou com Martin Heidegger, um dos filósofos mais proeminentes da Alemanha. O próprio Marcuse mais tarde se tornou uma força motriz na Nova Esquerda nos Estados Unidos. Ernst Bloch, Max Horkheimer e Walter Benjamin escreveram sobre marxismo e política, além de outros tópicos filosóficos. Do ponto de vista dos filósofos judeus na Alemanha, eles também consideraram os problemas colocados pela questão judaica. Os filósofos políticos Leo Strauss e Hannah Arendt receberam sua educação universitária durante a República de Weimar e se mudaram para os círculos intelectuais judeus em Berlim, e foram associados a Norbert Elias, Leo Löwenthal, Karl Löwith, Julius Guttmann, Hans-Georg Gadamer, Franz Rosenzweig e Gershom Scholem e Alexander Altmann. Strauss e Arendt, junto com Marcuse e Benjamin, estavam entre os intelectuais judeus que conseguiram fugir do regime nazista, eventualmente emigrando para os Estados Unidos. Carl Schmitt, um estudioso jurídico e político, também era um defensor vocal do regime nazista e da da Espanha franquista; no entanto, ele publicou obras de filosofia política que permaneceram estudadas por filósofos e estudiosos políticos com visões radicalmente diferentes, como Alain Badiou, Slavoj Žižek e seus contemporâneos Hannah Arendt, Walter Benjamin e Leo Strauss .

## Saúde e auto-aperfeiçoamento

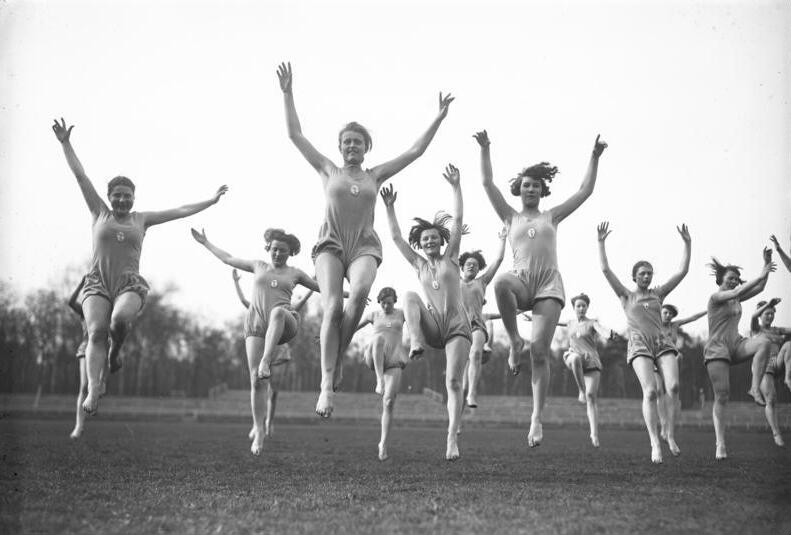
Alunos de um internato em Hanôver, começando todos os dias com exercícios rítmicos de dança e salto às 8 horas, 1931

A Alemanha teve muitos inovadores no tratamento da saúde, alguns mais questionáveis do que outros, nas décadas que antecederam a Primeira Guerra Mundial. Como um grupo, eles eram conhecidos coletivamente como parte do movimento Lebensreform, ou Reforma da Vida. Durante os anos de Weimar, alguns deles encontraram tração no público alemão, particularmente em Berlim.
Algumas inovações tiveram influência duradoura. Joseph Pilates desenvolveu grande parte de seu sistema de treinamento físico de pilates durante a década de 1920. Professores de dança expressionista como Rudolf Laban tiveram um impacto importante nas teorias de pilates.
Nacktkultur, chamado naturismo ou nudismo moderno, foi criado por Karl Wilhelm Diefenbach em Viena no final da década de 1890. Resorts para naturistas foram estabelecidos em um ritmo acelerado ao longo da costa norte da Alemanha durante a década de 1920, e em 1931, a própria Berlim tinha 40 sociedades e clubes de naturistas. Uma variedade de periódicos sobre o tema também foi publicada regularmente.
O filósofo Rudolf Steiner, como Diefenbach, era um seguidor da teosofia. Steiner teve uma influência enorme no movimento alternativo de saúde antes de sua morte em 1925 e muito além. Com Ita Wegman, ele desenvolveu medicina antroposófica . A integração da espiritualidade e da homeopatia é controversa e tem sido criticada por não ter base científica.
Steiner também foi um dos primeiros defensores da agricultura orgânica, na forma de um conceito holístico mais tarde chamado de agricultura biodinâmica. Em 1924, ele proferiu uma série de palestras públicas sobre o tema, que foram então publicadas.
Aufklärungsfilme (filmes de esclarecimento) apoiaram a ideia de ensinar ao público sobre problemas sociais importantes, como dependência de álcool e drogas, doenças venéreas, homossexualidade, prostituição e reforma penitenciária.

## "Decadência" de Berlim

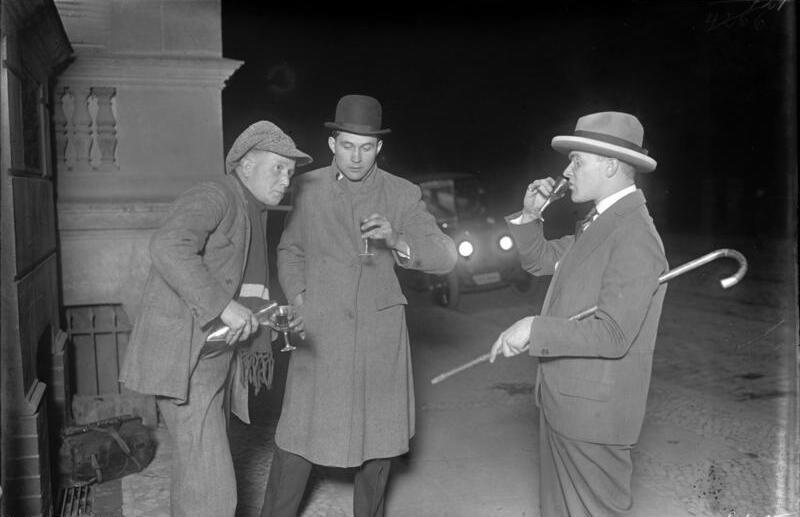
Um vendedor de bebidas alcoólicas após o horário de encerramento na estrada. Sua atividade era ilegal e o licor, que custava um marco por copo, geralmente era de origem bastante duvidosa

A prostituição aumentou em Berlim e em outras partes das áreas da Europa devastadas pela Primeira Guerra Mundial. Esse meio de sobrevivência para mulheres desesperadas e, às vezes, para homens, se normalizou um pouco na década de 1920. Durante a guerra, doenças venéreas como sífilis e gonorreia se espalharam a um ritmo que chamou a atenção do governo. Os soldados da frente contraíram essas doenças pelas prostitutas, de modo que o exército alemão respondeu concedendo aprovação a certos bordéis que foram inspecionados por seus próprios médicos, e os soldados foram receberam com livros de cupons de racionamento para serviços sexuais nesses estabelecimentos. O comportamento homossexual também foi documentado entre os soldados da frente. Os soldados que retornaram a Berlim no final da Guerra tinham uma atitude diferente em relação ao seu próprio comportamento sexual do que tinham alguns anos antes. A prostituição era reprovada por respeitáveis berlinenses, mas continuou a ponto de se enraizar na economia e na subcultura da cidade. Primeiramente mulheres sem outro meio de sustento voltaram-se para a atividade, depois jovens de ambos os sexos.
Os crimes em geral se desenvolveram paralelamente à prostituição na cidade, começando como pequenos furtos e outros crimes relacionados à necessidade de sobreviver depois da guerra. Berlim acabou adquirindo a reputação de centro de tráfico de drogas (cocaína, heroína, tranquilizantes) e o mercado negro. A polícia identificou 62 quadrilhas criminosas organizadas em Berlim, chamadas Ringvereine. O público alemão também ficou fascinado com relatos de homicídios, especialmente "assassinatos de luxúria" ou Lustmord. Os editores atenderam a essa demanda com romances criminais baratos chamados Krimi, que, como o filme noir da época (como o clássico M), exploravam métodos de detecção científica e análise psicossexual.
Além da nova tolerância a comportamentos tecnicamente ainda ilegais e vistos por grande parte da sociedade como imorais, houve outros desenvolvimentos na cultura de Berlim que chocaram muitos visitantes da cidade. Estima-se que existiam 500 estabelecimentos, que incluíam um grande número de locais homossexuais para homens e mulheres; algumas vezes, travestis de um ou de ambos os sexos eram admitidos; caso contrário, havia pelo menos cinco estabelecimentos conhecidos que eram exclusivamente para uma clientela de travestis. Havia também vários locais de nudismo. Berlim também teve um museu de sexualidade durante o período Weimar, no Instituto de Sexologia de Magnus Hirschfeld. Quase todas foram fechadas quando o regime nazista se tornou uma ditadura em 1933.
Os artistas de Berlim fundiram-se com a subcultura da cidade enquanto as fronteiras entre cabaré e teatro legítimo se embaçavam. Anita Berber, dançarina e atriz, tornou-se notória em toda a cidade e além por suas performances eróticas (assim como seu vício em cocaína e comportamento errático). Ela foi pintada por Otto Dix e circulava pelos mesmos círculos de Klaus Mann.

## Galeria
Berlim dos anos 20 era uma cidade de muitos contrastes sociais. Enquanto grande parte da população continuava lutando com o alto desemprego e privações após a Primeira Guerra Mundial, a classe alta da sociedade e uma crescente classe média gradualmente redescobriram a prosperidade e transformaram Berlim em uma cidade cosmopolita. 

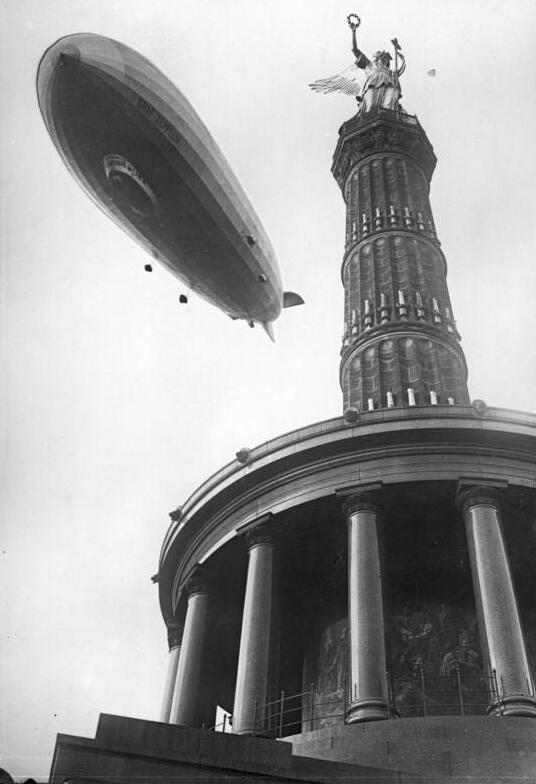
O Graf Zeppelin sobrevoa a Berlin Victory Column, em 1928.
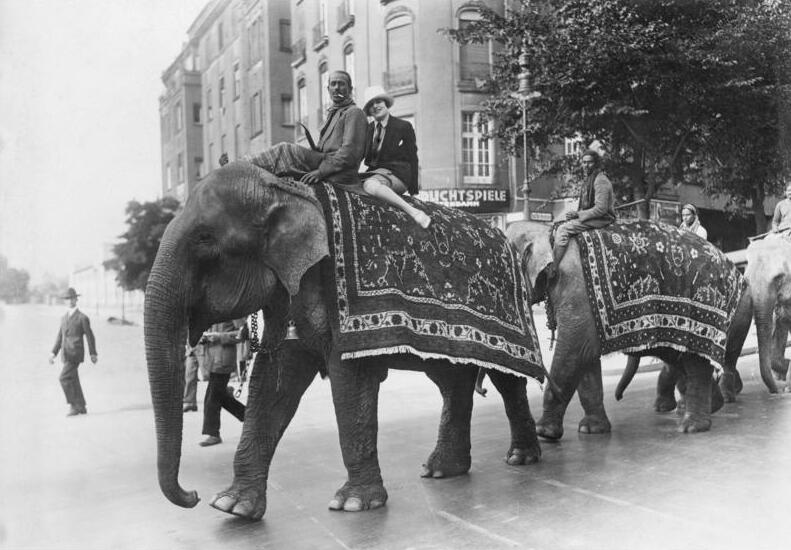
Um desfile de elefantes com instrutores indianos do show de Hagenbeck, a caminho do Jardim Zoológico de Berlim, 1926.
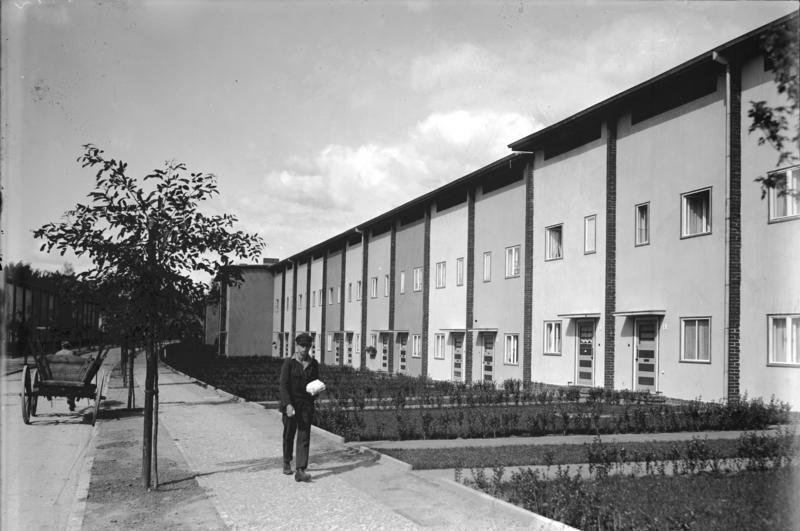
Um conjunto habitacional no estilo Neues Bauen ("Novo Edifício") em Berlim-Zehlendorf, 1928.
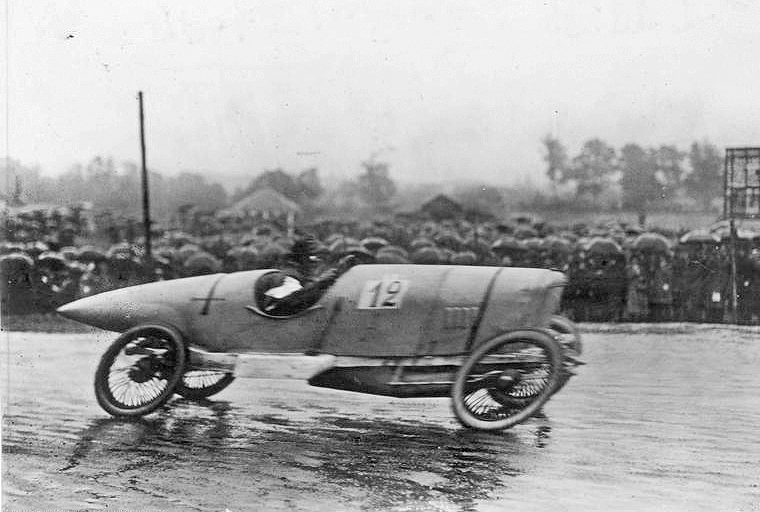
Uma auto-estrada de 1922 em Grunewald, Berlim.
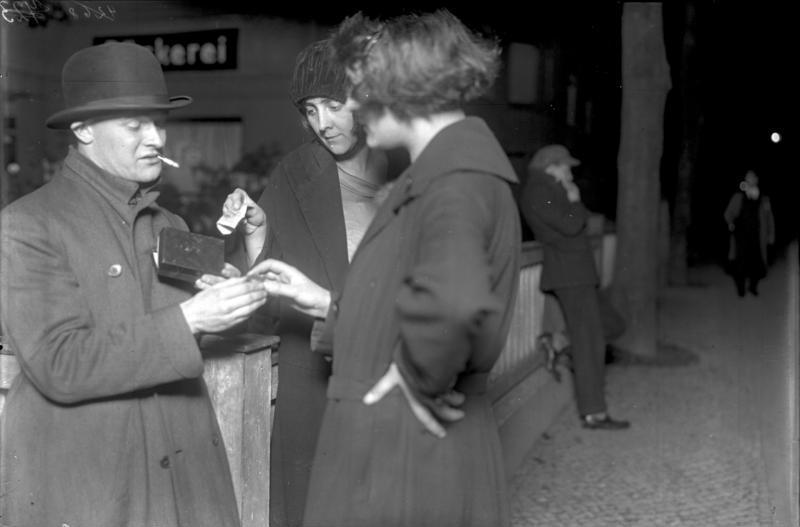
As prostitutas compram cápsulas de cocaína de um traficante de drogas em Berlim, 1930. As cápsulas são vendidas por 5 marcas cada.
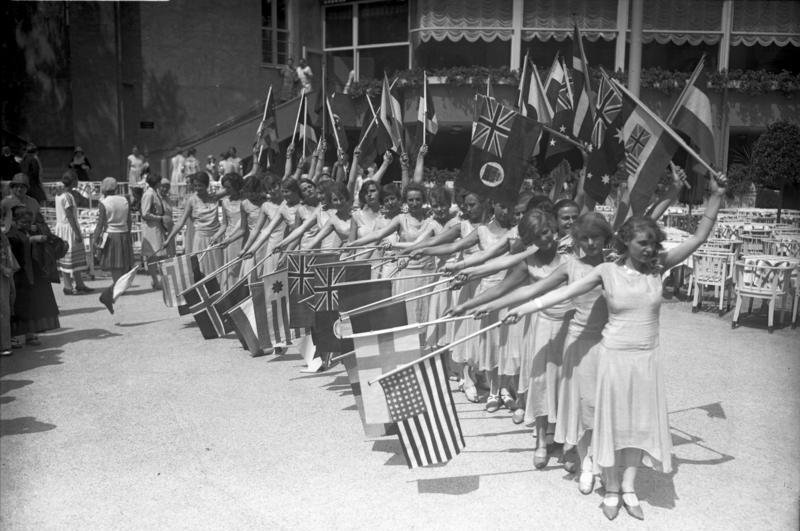
Congresso Internacional da União das Mulheres em Berlim, 1929.
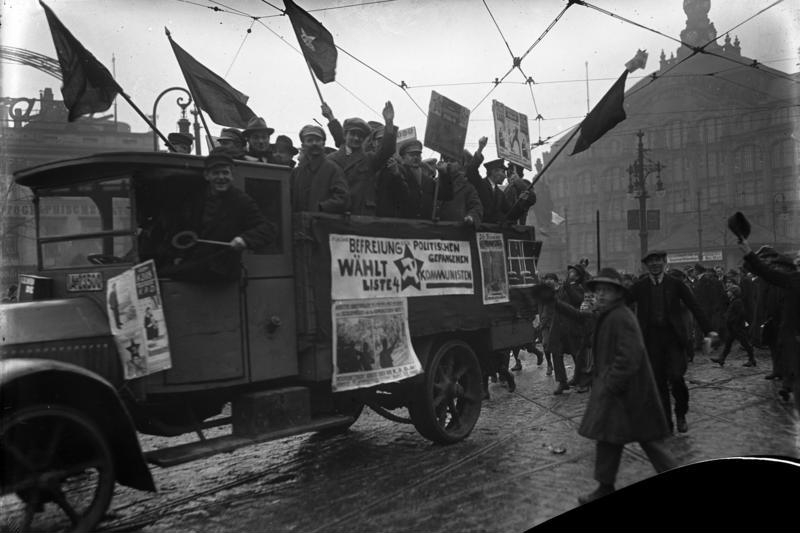
Ativistas comunistas durante as eleições do Reichstag, 1924.
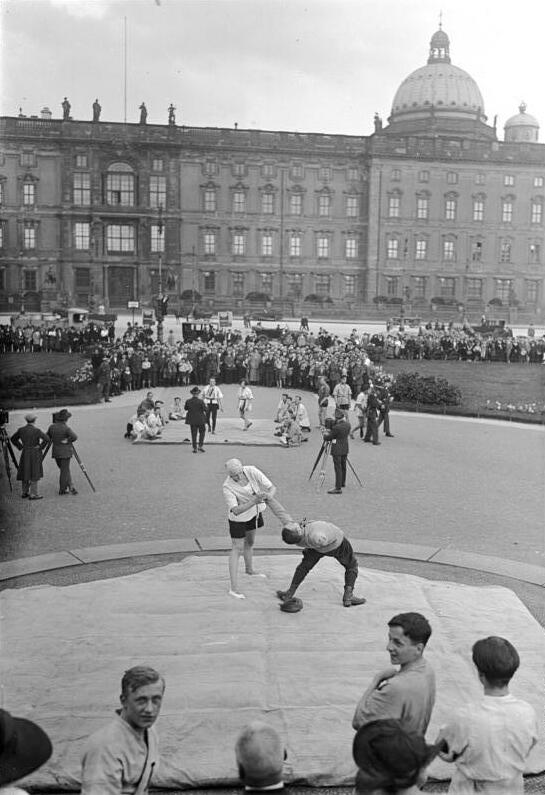
Uma exibição de boxe, jiu jitsu e outros esportes no Lustgarten, 1925.